# De profesión sospechosos
De profesión sospechosos es una película coproducción de Argentina y España dirigida por Enrique Carreras sobre el guion de Julio Porter, según la obra teatral homónima de Alfonso Paso que se estrenó el 5 de mayo de 1966 y que tuvo como protagonistas a Pepe Marrone, Antonio Prieto, Graciela Borges y Nathán Pinzón. Fue filmada parcialmente en Córdoba.
Antonio Prieto canta los siguientes temas, de letra y música de Joaquin Prieto:
"El amor", "Si te fueras de mi", "Enamorate" y "El mesmito" (cha-cha-cha flamenco).
Anita Martínez canta el tema "El matrimonio" de Becerra y George.

## Sinopsis
Dos amigos sobre los cuales hay sospechas de la policía de estar vinculados a un crimen, tratan de demostrar su inocencia.

## Reparto
- Antonio Prieto …Joaquín Frías
- Pepe Marrone …Pepe Montes
- Graciela Borges …Laura
- Nathán Pinzón …Salustio
- Tono Andreu …Santiago
- Teresa Serrador …Dolores
- Darío Víttori …Sr. Andrade
- Olga Hidalgo …Sra. Andrade
- Guido Gorgatti …Periodista
- Adolfo García Grau …Ramon, taxista
- Ernesto Raquén …Oficial
- Anita Martínez …Hija de los Andrade
- Hilda Viñas …Chismosa 2
- Roberto Guthié
- Augusto Bonardo …Animador de TV
- Amalia Bernabé …Chismosa 1
- Domingo Márquez..Carlos
- Rafael Diserio...hombre en el baño de la estación
- Alicia Bonnet …Justina Salerno
- Greta Williams
- Enrique San Miguel

## Comentarios
King en El Mundo opinó:

”Muy poco cine aquí. Mucho teatro…(Si) queda algo en pie es la comicidad de Jos+e Marrone lograda no precisamente sobre la base de ingenio, pero de cualquier forma directa, personal”.

La Nación dijo:

”…Crímenes, misterios, personajes asusta que entran y salen constantemente, equívocos, desencuentros y un continuo juego de gags y retruécanos verbales muy elementales. Resulta, en general, divertida”.